# Myśligoszcz
Myśligoszcz (niem. Marienfelde) – wieś w Polsce położona w województwie pomorskim, w powiecie człuchowskim, w gminie Debrzno.
Wieś przy drodze wojewódzkiej nr 188, stanowi sołectwo gminy Debrzno.
Prywatna wieś szlachecka położona była w drugiej połowie XVI wieku w województwie pomorskim. W latach 1975–1998 miejscowość administracyjnie należała do województwa słupskiego.